# Chorispora
Chorispora é um género botânico pertencente à família Brassicaceae.